# Gnathophyllum splendens
Gnathophyllum splendens is een garnalensoort uit de familie van de Gnathophyllidae. De wetenschappelijke naam van de soort is voor het eerst geldig gepubliceerd in 1971 door Chace & Fuller.